# Методије (име)
Методије је мушко хришћанско име. Потиче од грчке речи „methodos“ (μεθοδος) што значи метод, истраживање, теорија. Постоји и тумачење да потиче од две речи: meta (μετα), што значи „са“ и hodos (‘οδος) што значи „пут“. Календарско је име; један од великана словенске писмености из 9. века се звао Методије (видети: Свети Методије). Заправо, три свеца носе име Methodius, односно Методије.. Од овог имена изведено је име Метод.